# كريم حسين
كريم حسين مواليد 4 يناير 1989 في كانتون تورغاو، هو قافز موانع سويسري من أصل مصري متخصص في 400 متر حواجز. سبق أن فاز بالميدالية الذهبية في بطولة أوروبا لألعاب القوى.

## سجل المنافسة
| العام       | المسابقة                                  | المكان           | المركز      | حدث           | ملاحظة      |
| يمثل سويسرا | يمثل سويسرا                               | يمثل سويسرا      | يمثل سويسرا | يمثل سويسرا   | يمثل سويسرا |
| ----------- | ----------------------------------------- | ---------------- | ----------- | ------------- | ----------- |
| 2011        | بطولة أوروبا لألعاب القوى تحت 23 سنة 2011 | أوسترافا، التشيك | 20          | 400م حواجز    | 52.55       |
| 2011        | بطولة أوروبا لألعاب القوى تحت 23 سنة 2011 | أوسترافا، التشيك | 5           | 4x400م تتابع  | 3:15.11     |
| 2012        | بطولة أوروبا لألعاب القوى 2012            | هلسنكي           | 19          | 400 م موانع   | 50.81       |
| 2013        | ألعاب جامعية صيفية 2013                   | قازان            | 13          | 400 م موانع   | 51.94       |
| 2013        | الألعاب الفرانكوفونية 2013                | نيس              | 3           | 4x400 م تتابع | 3:07.21     |
| 2014        | بطولة أوروبا لألعاب القوى 2014            | زيورخ            | 1           | 400 م موانع   | 48.96       |
| 2015        | بطولة العالم لألعاب القوى 2015            | بكين             | 9           | 400 م موانع   | 48.59       |

## روابط خارجية
- كريم حسين على موقع أرشيف الشارخ.

- كريم حسين على موقع الاتحاد الدولي لألعاب القوى (الإنجليزية)
- كريم حسين على موقع الدوري الماسي (الإنجليزية)
- كريم حسين على موقع أوليمبيديا (الإنجليزية)